# Børnekonferencen
Børnekonferencen er en årlig konference for alle der arbejder med børn og unge. Konferencen er samtidig forum for overrækkelsen af Benny Andersen-Prisen. Benny Andersen-Prisen er indstiftet af digteren Benny Andersen.